# James Cahill
James Cahill (Blackpool, 27 dicembre 1995) è un giocatore di snooker inglese.

È divenuto famoso per aver battuto molti dei giocatori più forti nel Main Tour, come Ding Junhui e Mark Selby ai Campionati del Regno Unito, rispettivamente nel 2014 e nel 2018, e Ronnie O'Sullivan al primo turno del Campionato mondiale 2019, con lo status di amatore. Quest'ultimo risultato gli ha fatto guadagnare il soprannome di "Giant Killer", "l'ammazza giganti", dato che, molto spesso, perde molti incontri con giocatori del suo livello, ma riesce, con buona regolarità, a sconfiggere i migliori giocatori di questa specialità.

## Biografia
James Cahill è nato a Blackpool, in Inghilterra, il 27 dicembre 1995, figlio di Maria e Mick, entrambi ex giocatori dilettanti dello stesso sport. La sorella della madre, Mandy, nonché zia di Cahill, è l'ex moglie del 7 volte campione del mondo Stephen Hendry, che non ha mai avuto buoni rapporti con James.
Sua madre gestisce anche un club di biliardo a Preston, che è stato svaligiato mentre Cahill disputava il Campionato del mondo 2019.

## Carriera
Nel 2013, l'inglese diventa campione europeo Under-21, vincendo la finale del torneo contro il connazionale Ashley Carty, con il punteggio di 6-0, diventando anche il primo giocatore, in questo evento, a trionfare rifilando il cappotto all'avversario. Grazie a questo successo Cahill diventa professionista, ottenendo una carta d'accesso per le stagioni 2013-2014 e 2014-2015.

### Stagione 2013-2014
Nella sua prima annata ufficiale nel Main Tour, l'inglese partecipa solo allo UK Championship e al Welsh Open, ma perde, in entrambe le occasioni, al primo turno.

### Stagione 2014-2015
Dopo essere partito al 117º posto nel Ranking, Cahill prende parte, un'altra volta, agli stessi eventi, avanzando fino al quarto turno nel Campionato del Regno Unito; l'inglese inizia il suo cammino eliminando Mark King, battendolo 6-0, poi vince anche contro Andrew Higginson (6-4) e affronta la testa di serie numero 3 Ding Junhui, al terzo turno: Cahill domina la prima parte di match e si porta addirittura sul 5-1, ma il cinese prende gli ultimi quattro frames, così il match va al frame decisivo, in cui l'inglese riesce a vincere l'incontro. Successivamente è Mark Davis a sconfiggerlo, per 6-2.

### Stagione 2015-2016
Nel 2015-2016 l'inglese vince il suo match, il primo turno del Welsh Open, contro Xiao Guodong.

### Stagione 2016-2017
James Cahill esordisce nella stagione 2016-2017 qualificandosi per il Riga Masters, dopo aver battuto Robert Milkins nel turno preliminare. Una volta arrivato nel tabellone principale, perde al decisivo contro Zhao Xintong. Al Paul Hunter Classic raggiunge il terzo turno, dove esce per mano di Selby. Successivamente, non conquista buoni piazzamenti, se non un secondo turno all'English Open e un terzo allo Shoot-Out, perdendo il posto nel Main Tour al termine dell'annata.

### Stagione 2017-2018
Nel 2017-2018, Cahill viene invitato allo Shoot-Out e al Gibraltar Open, uscendo al secondo turno in entrambe le volte. Per tentare di rientrare tra i professionisti, l'inglese si iscrive alla Q School, ma raggiunge in tutti e tre gli eventi il quinto turno, mancando, dunque, il ritorno nel Main Tour.

### Stagione 2018-2019
L'inglese prende parte ad 11 tornei nella stagione 2018-2019. Allo UK Championship, batte il numero 1 del mondo Mark Selby al primo turno, con il punteggio di 6-3, ma, ancor più a sorpresa, viene sconfitto da Sunny Akani al secondo, per 6-5. Ottiene lo stesso piazzamento anche allo Scottish Open e al Gibraltar Open; al Welsh Open avanza fino al terzo, in cui viene sconfitto da Scott Donaldson per 4-0, dopo aver battuto il campione del mondo 2005 Shaun Murphy, con il punteggio di 4-2. Poco prima dell'inizio del Campionato mondiale, la WPBSA annuncia di voler far partecipare Cahill alle qualificazioni dell'evento. Al primo turno preliminare, l'inglese supera Higginson al frame decisivo, poi batte Michael Holt 10-7 e, infine, Michael Judge 10-6, staccando così il biglietto per il Crucible Theatre di Sheffield, per la prima volta in carriera, divenendo il primo dilettante a giocare nel tabellone principale in questo torneo. Ai sedicesimi di finale, incontra il 5 volte campione Ronnie O'Sullivan, nuovo numero 1 della classifica; dopo aver guidato 5-4 e 8-5, il suo connazionale rimonta fino all'8-8, ma Cahill vince gli ultimi due frames e si aggiudica il match 10-8. Agli ottavi incontra Stephen Maguire e, dopo essere stato sotto per la maggior parte della sfida, l'inglese passa dall'essere in svantaggio 9-7 ad essere in parità 11-11. I due contendenti si spartiscono i successivi due frames e così il match va al decisivo, in cui trionfa lo scozzese. A seguito degli ottimi piazzamenti, Cahill guadagna una carta di due stagioni.

### Stagione 2019-2020
A dispetto dell'annata precedente, l'inglese non ottiene risultati da capogiro nel 2019-2020. Si qualifica al Riga Masters battendo l'ex numero 2 del mondo Jimmy White, per 4-0, ma viene eliminato al primo turno da Mark Williams, 4-3. Allo UK Championship, esce sconfitto al secondo, battuto da Anthony Hamilton, dopo che Cahill aveva vinto contro la testa di serie numero 11 David Gilbert, 6-4. Nel torneo successivo, lo Scottish Open, l'inglese ottiene la rivincita contro Akani, ma è anche O'Sullivan a conquistarla, demolendo Cahill in 32 minuti di gioco, al secondo turno, per 4-0.

## Ranking[31]
| Stagione  | Ranking iniziale | Ranking finale |
| --------- | ---------------- | -------------- |
| 2013-2014 | Non classificato | 117            |
| 2014-2015 | 88               | 85             |
| 2015-2016 | Non classificato | 111            |
| 2016-2017 | 84               | 106            |
| 2019-2020 | Non classificato |                |